# LeConte Memorial Lodge
Le LeConteMemorial Lodge est un édifice américain situé dans le comté de Mariposa, en Californie, au sein de la vallée de Yosemite et donc du parc national de Yosemite. Construit en l'honneur de Joseph LeConte par le Sierra Club en 1903, il est inscrit au Registre national des lieux historiques depuis le 8 mars 1977 et constitue un National Historic Landmark depuis le 28 mai 1987. C'est également une propriété contributrice au district historique dit « Yosemite Valley » depuis sa création le 14 décembre 2006. Autrefois le centre d'accueil pour visiteurs du parc de Yosemite, il abrite désormais une bibliothèque spécialisée.